# NAC in het seizoen 1962/63
Het seizoen 1962/1963 was het negende jaar in het bestaan van de Bredase betaaldvoetbalclub NAC. De club kwam uit in de Eredivisie en eindigde daarin op de zesde plaats. Tevens deed de club mee aan het toernooi om de KNVB Beker, hierin werd in de derde ronde verloren van N.E.C. (1–2).

## Wedstrijdstatistieken

### Eredivisie
|       | ADO   | Ajax  | Blauw-Wit | DOS   | Sportclub Enschede | Feijenoord | Fortuna '54 | GVAV  | Heracles | MVV   | PSV   | Sparta | Volendam | De Volewijckers | Willem II |
| ----- | ----- | ----- | --------- | ----- | ------------------ | ---------- | ----------- | ----- | -------- | ----- | ----- | ------ | -------- | --------------- | --------- |
| Thuis | 0 – 0 | 2 – 0 | 1 – 1     | 2 – 0 | 0 – 1              | 1 – 2      | 0 – 2       | 0 – 2 | 1 – 1    | 4 – 2 | 3 – 3 | 3 – 1  | 1 – 1    | 2 – 1           | 2 – 2     |
| Uit   | 2 – 3 | 1 – 3 | 1 – 1     | 1 – 3 | 1 – 1              | 1 – 1      | 3 – 1       | 1 – 0 | 3 – 2    | 1 – 3 | 1 – 2 | 5 – 5  | 2 – 0    | 4 – 1           | 2 – 3     |

### KNVB Beker
| 3e ronde                                      | N.E.C.               | 2 – 1 (1 – 1) | NAC             |
| 30 april 1963 Plaats: Nijmegen Goffertstadion | Hans Verhagen –', –' |               | Wim Groenewegen |

## Statistieken NAC 1962/1963

### Eindstand NAC in de Nederlandse Eredivisie 1962 / 1963
| Stand | Gespeeld | Gewonnen | Gelijk | Verloren | Punten | Doelpunten voor | Doelpunten tegen |
| ----- | -------- | -------- | ------ | -------- | ------ | --------------- | ---------------- |
| 6e    | 30       | 11       | 10     | 9        | 32     | 51              | 48               |

### Topscorers
| #      | Naam                 | Goal |
| ------ | -------------------- | ---- |
| 1.     | Jacques Visschers    | 17   |
| 2.     | Wim Groenewegen      | 10   |
| 3.     | Leo Canjels          | 5    |
| 4.     | Theo Laseroms        | 4    |
| 4.     | Daan Schrijvers      | 4    |
| 6.     | Tiest van Dongen     | 2    |
| 6.     | Hein van Gastel      | 2    |
| 6.     | Leen van der Lugt    | 2    |
| 6.     | Frans Vermeulen      | 2    |
| 10.    | Jan van Hoogenhuizen | 1    |
| 10.    | Frits van Ierland    | 1    |
| 10.    | Kees Rijvers         | 1    |
| Totaal | Totaal               | 51   |

| #      | Naam            | Goal |
| ------ | --------------- | ---- |
| 1.     | Wim Groenewegen | 1    |
| Totaal | Totaal          | 1    |

## Voetnoten
ADO ·
Ajax ·
Blauw-Wit ·
DOS ·
Sportclub Enschede ·
Feijenoord ·
Fortuna '54 ·
GVAV ·
Heracles ·
MVV ·
NAC ·
PSV ·
Sparta ·
Volendam ·
De Volewijckers ·
Willem II